# شوتشو
شوتشو (باليابانية: 焼酎) هو مشروب كحولي أصله من اليابان. يصنع الشوتشو بالتقطير من الشعير، أو البطاطا الحلوة أو الرز. يحتوي الشوتشو بشكل عام على نسبة حوالي 25% من الكحول (أقل من الويسكي أو الفودكا، وأكثر من النبيذ أو الساكه). تعتبر جزيرة كيوشو هي أصل الشوتشو إلا أنه ينتج في جميع أنحاء اليابان.

## أصل الشوتشو
على الرغم من أن الأصل المحدد غير واضح إلا أن هناك دراسات ترجع أصل الشوتشو إلى مشروب العرق، حيث كان يطلق قديما على المشروبات الكحولية القوية في اليابان اسم أراكي (عرق) ، أو رامبيكي (إنبيق) ، وعليه يعتقد أن أصل الشوتشو هو من بلاد فارس والذي انتقل عبر الهند وتايلاند وأوكيناوا ووصل إلى كاغوشيما حوالي القرن السادس عشر.

## اقرأ أيضا
- ساكه
- عرق
- حركة منتج واحد لقرية واحدة